# Павлов Капітон Степанович
Капітон Степанович Па́влов (нар. 1792, Ревель — пом. 1 лютого 1852, Київ) — український живописець, педагог.

## Біографія
Народився 1792 року в місті Ревелі (тепер Таллінн, Естонія) в сім'ї портового чиновника. У 1800—1815 роках навчався в Петербурзькій академії мистецтв після чого переїхав до Ніжина. У 1820—1839 роках викладав у Ніжинському ліцеї, де в нього навчалися Микола Гоголь, брати Євген та Микола Гребінки, Аполлон Мокрицький, Яків де Бальмен,  Олександр Афанасьєв-Чужбинський, Андрій Горонович; у 1839—1846 роках — у Київському університеті. Був особисто знайомий з Т. Шевченком. У повісті «Близнецы» Шевченко пише про нього як про хорошого художника і добру людину.
Помер в Києві 20 січня [1 лютого] 1852 року.

## Твори
Працював у галузі портретного, жанрового і пейзажного живопису:
- портрети:
  - «Б. Лизогуб», (1835, Національний художній музей України);
  - «Портрет Давида Горленка» (1835, Чернігівський обласний художній музей);
  - «Портрет невідомої» (1836, Національний художній музей України),
  - «Автопортрет», (1830-ті, Національний художній музей України);
  - «Мічман Г. Чайковський», (1840);
  - «Портрет дочки» (1843);
- жанрові картини:
  - «Діти будують картковий дім», (1837, Псковський краєзнавчий музей);
  - «Діти художника» (1837, Національний художній музей України);
  - «Бондар», (1838, Російський музей);
  - «Чабан», (1830—1840-ві, відтворено в офорті Л. Жемчужникова до «Живописної України»);
- пейзажі:
  - «Церква Спаса Нерукотворного у Полтаві», (1830-ті).